# Hassān ibn an-Nuʿmān
Hassān ibn an-Nuʿmān (arabisch حسان بن النعمان, DMG Ḥassān ibn an-Nuʿmān; † 705) war ein arabischer Statthalter in Ifrīqiya (695–703).
Nachdem der erste Versuch einer Eroberung des Maghreb unter ‘Uqba ibn Nāfi‘ 685 gescheitert war, wurde Ḥassān ibn an-Nuʿmān 695 durch den Kalif Abd al-Malik zum Statthalter von Ifriqiya ernannt. Er begann mit 40.000 Mann die Unterwerfung der Provinz. Zwar gelang ihm 697 die Eroberung des byzantinischen Karthago, doch erlitt er am Nin eine Niederlage gegen die vereinigten Berber unter der Berberanführerin Kāhina. Dies hatte eine Aufgabe aller Eroberungen und den Rückzug nach Tripolitanien zur Folge.
Nach der Rückeroberung Karthagos durch die Byzantiner 698 eroberte Ḥassān ibn an-Nuʿmān im gleichen Jahr erneut Ifriqiya und zerstörte 698 Karthago endgültig. Die Berber unter ihrer Anführerin Kāhina konnten erst 701 in der Schlacht bei Taharqa besiegt werden. Da Kāhina während der Flucht starb, war der vereinte Widerstand der Berber im Maghreb gebrochen.
Noch unter Ḥassān ibn an-Nuʿmān begann der Aufbau einer Verwaltung in Ifriqiya, wobei er zunächst vor allem auf alteingessene Romanen und Griechen zurückgriff. Wegen der Sammlung großer Reichtümer wurde er im Jahre 703 vom ägyptischen Statthalter, dem Ifriqiya unterstand, abberufen und sein Vermögen konfisziert. Sein Nachfolger Mūsā ibn Nusair (703–714) vollendete die Unterwerfung des Maghreb.